# HD 74772
HD 74772 (nota anche come d Velorum) è una stella gigante gialla di magnitudine 4,06 situata nella costellazione delle Vele. Dista 229 anni luce dal sistema solare.

## Osservazione
Si tratta di una stella situata nell'emisfero celeste australe. La sua posizione moderatamente australe fa sì che questa stella sia osservabile specialmente dall'emisfero sud, in cui si mostra alta nel cielo nella fascia temperata; dall'emisfero boreale la sua osservazione risulta invece più penalizzata, specialmente al di fuori della sua fascia tropicale. Essendo di magnitudine 4,1, la si può osservare anche dai piccoli centri urbani senza difficoltà, sebbene un cielo non eccessivamente inquinato sia maggiormente indicato per la sua individuazione.
Il periodo migliore per la sua osservazione nel cielo serale ricade nei mesi compresi fra dicembre e maggio; nell'emisfero sud è visibile anche all'inizio dell'inverno, grazie alla declinazione australe della stella, mentre nell'emisfero nord può essere osservata limitatamente durante i mesi della tarda estate boreale.

## Caratteristiche fisiche
La stella è una gigante gialla con una massa 2,8 volte quella solare ed un raggio 13 volte superiore; possiede una magnitudine assoluta di -0,17 e la sua velocità radiale negativa indica che la stella si sta avvicinando al sistema solare.
HD 74772 ha una compagna visuale di magnitudine +10,3, separata da 45,3 secondi d'arco e con angolo di posizione di 063 gradi.